# Osu! Catch the Beat World Cup
Osu! Catch the Beat World Cup (CWC)은 osu! 리듬게임을 이용한 팀리그이다. 3:3 팀리그를 기본으로 하며, 각각 개인 점수 합산을 계산해 국가간 점수 비교를 한다. 

Osu! Catch the Beat World Cup 2015가 진행되고 있다.
6월 14일 한국 VS 중국전후 종료될 예정이다.

## 역대 우승 국가
- 2013 : 칠레
- 2014 : 한국
- 2015 : 한국
- 2016 : 중국
- 2017 : 한국
- 2018 : 중국
- 2019 : 한국

## CWC 2014
2014년 시즌부터는  더블 엘리미네이션 방식으로 경기를 진행한다.
독일이 강세를 보였으나 결승전때 디도스 공격을 받아 재경기. 후 한국이 기적적으로 승리했다.

## 같이 보기
- osu!
- OSU! WorldCup